# フェドラ (企業)
株式会社フェドラ（PHOEDRA CO.,LTD）は、ショッピングセンターやゲームセンターなどのアミューズメント施設を手掛ける日本の企業。

## 概要
フェドラP&Dの名前で北関東にショッピングセンターなどの複合施設を経営している他、関東地方を中心にゲームセンターなどのアミューズメント施設も運営している。

## 沿革
- 1986年 - 東京都世田谷区下北沢に、陶磁器販売店としてセラミックブルーヒルズを開業。
- 1988年 - 有限会社に改組し、有限会社青丘物産として設立。
- 1993年 - ナムコのフランチャイズ店としてプラボ宇都宮店を開業し、アミューズメント施設事業に進出。
- 1996年 - 株式会社に改組し、株式会社ブルーヒルズコーポレーションへ商号変更。
- 2001年 - 複合施設第1号となるフェドラP&D宇都宮開業。
- 2002年3月 - 商号を株式会社ブルーヒルズへ変更。
- 2009年
  - 7月 - アトラスの店舗だったゲームパニック佐野店をブルーヒルズ直営に変更（後のフェドラ佐野、アミューズメント施設直営第1号店舗）[1]。
  - 9月 - RRBの店舗だったアーバンスクエア横浜中華街店をブルーヒルズ直営に変更[2]。
- 2011年11月 - ナムコの店舗だったナムコランド水戸店を直営に変更し、フェドラ水戸店として開業[3]。
- 2012年6月 - 仙台コロナワールドのゲームセンターの運営をセガ（後のセガ エンタテインメント）と共同で受託し、セガ 仙台コロナワールドとして開業。
- 2013年3月 - アーバンスクエア横浜中華街店を、直営からセガ エンタテインメントへ運営先を変更の上でセガ横浜中華街店として再開業[4]。
- 2014年
  - 6月 - ZOOM成田店を、ドリームインフィニティからセガ エンタテインメントへ運営先を変更の上でセガ成田 HUMAXとして開業[5]。アーバンスクエア大須店をドリームインフィニティの店舗から直営化[6]。
  - 10月 - フェドラ高崎店をドリームインフィニティの店舗から直営化[7]。
- 2016年4月 - 商号を株式会社フェドラに変更し、東京支社を東京都大田区平和島のビッグファン平和島（ゲームフェドラ平和島内）へ移転。

## 店舗
宮城県、栃木県、群馬県、茨城県、千葉県、東京都、神奈川県、愛知県で店舗を展開している。アミューズメント施設事業では、直営の他にも、セガ エンタテインメント、バンダイナムコアミューズメント、アドアーズの3社と契約の上で、展開している店舗もある。かつては福島県、三重県、鹿児島県へ出店していたが撤退した。